# Monte Scopus
Il Monte Scopus (826 m s.l.m.) è una montagna a nord-est di Gerusalemme.
Tra la guerra arabo-israeliana del 1948 e la guerra dei sei giorni nel 1967, la vetta del Monte Scopus con il campus dell'Università Ebraica e l'ospedale Hadassah fu un'area israeliana protetta dalle Nazioni Unite all'interno del territorio amministrato dalla Giordania. Oggi il monte Scopus si trova all'interno dei confini comunali della città di Gerusalemme.

## Luoghi d'interesse
Sul Monte Scopus si trovano alcuni luoghi di interesse:
- L'Università Ebraica di Gerusalemme
- Il Monte degli Ulivi